# Mother’s Finest
Mother’s Finest ist eine US-amerikanische Funk-Rock-Soul-Crossover-Band, die 1970 von dem Ehepaar Joyce „Baby Jean“ Kennedy und Glen „Doc“ Murdock in Atlanta, Georgia gegründet wurde.

## Geschichte
1972 erschien ihr Debütalbum Mother’s Finest. Ein weiteres, ebenfalls Mother’s Finest betiteltes Album, erschien erst vier Jahre später bei Epic/CBS. Stücke wie Rain und das polemisch-kontroverse Niggizz Can't Sang Rock & Roll sorgten für genügend Furore, um der Band den Weg heraus aus den Clubs in Georgia und auf regionale Tourneen zu ebnen. Ihre erste, im August 1976 veröffentlichte Single Fire erreichte in den Vereinigten Staaten Platz 93 der Billboard Hot 100. Das dritte Album Another Mother Further spielte mit der Assoziation von Motherfucker. Das Album wurde zum Sprungbrett für die Karriere als multikulturelle Rockband und enthält mit Baby Love den größten Hit in den USA.
Mit ihrem Auftritt in der zweiten ARD-Rockpalast-Nacht von 1978 (Eurovisionssendung) in der Essener Grugahalle (der neu zusammen mit einem Rockpalast-Konzert von 2003 auch auf DVD veröffentlicht wurde) wurden sie auch in Europa einem größeren Publikum bekannt und erlangten Kultstatus. Während die 1972er Debüt-LP noch einen sehr Soul-orientierten Sound bot, wandte sich Mother’s Finest in der zweiten Hälfte der 1970er Jahre dem Funk-Rock zu. In den frühen 1980er Jahren brachte die Band zwei funkig-groovige Hardrock-Alben heraus. Für Verwirrung sorgte, dass Gitarrist „Moses Mo“ auf der LP One Mother to Another mit seinem bürgerlichen Namen Gary Moore angegeben wurde; dies verleitete manche zur unzutreffenden Annahme, Gary Moore sei bei der Band eingestiegen.
1983 löste sich die Band auf, B.B. Queen schloss sich Molly Hatchet an. Baby Jean startete im Anschluss unter ihrem bürgerlichen Namen Joyce Kennedy eine Solokarriere und brachte zwei LPs (Lookin’ for Trouble und Wanna Play Your Game) heraus.
1989 fanden Joyce Kennedy, Glenn Murdock, Moses Mo und Jerry Seay wieder zusammen und brachten mit dem Schlagzeuger Dion Derek Murdock (Sohn von Joyce Kennedy und Glenn Murdock) die LP Looks Could Kill heraus, auf der man soulige, radiotaugliche Synth-Pop fand. 1990 wandte sich die Band wieder mehr der Rockmusik zu und veröffentlichte mit Subluxation ein Album, auf dem teils bekannte, teils neue Stücke zu hören sind, z. B. der Opener Chain. 1992 erschien das Funk-Metal-Crossover-Album Black Radio Won’t Play This Record und mit dem neuen Gitarristen John Hayes. Die nächste Studioproduktion, Meta-Funk’n Physical von 2003 mit Rückkehrer „Moses Mo“ und dem neuen Schlagzeuger Kerry Denton, bot einen breiten Stilmix, der neben immer noch vorhandenen Rock-, Soul- und Funkelementen auch Anleihen von Hip-Hop und elektronischen Beats umfasst.
Ihre größten Hits sind Baby Love, Piece of the Rock und Mickey’s Monkey, das eine Mischung einer Coverversion des 1963er Top-10-Hits der Miracles und des Led-Zeppelin-Songs Custard Pie darstellt.
Im Sommer 2011 traten sie in Wiesen, Österreich als Vorband von Santana auf.
2015 erschien das Studioalbum Goody 2 Shoes & The Filthy Beasts.

## Diskografie

### Alben
- 1972: Mother’s Finest (RCA)
- 1976: Mother’s Finest (CBS)
- 1977: Another Mother Further (Epic)
- 1978: Mother Factor (Epic)
- 1979: Live (Epic)
- 1981: Iron Age (Epic)
- 1983: One Mother to Another (Epic)
- 1989: Looks Could Kill (Capitol)
- 1990: Subluxation (live, RCA)
- 1992: Black Radio Won’t Play This Record (RCA)
- 1998: Not a Bootleg (Eigenvertrieb, war nur auf Konzerten der Band erhältlich)
- 2003: Meta-Funk’n-Physical (UTR Music)
- 2006: Live at Villa Berg – Right Here, Right Now (Major MTM)
- 2015: Goody 2 Shoes & the filthy Beasts (Steamhammer/SPV)

### Kompilationen
- 1990: The Very Best Of (Sony/BMG)
- 1997: Definitive Collection (Sony/BMG)
- 1997: Not Yer Mother's Funk (Razor & Tie)
- 1999: Burning Love – Mother’s Finest Best (Zounds)
- 2006: Not Yer Mother’s Funk – The Very Best of ... (Megaphon Importservice)
- 2010: Mother's Finest 2 CD set (Wounded Bird; Doppel-CD, Wiederveröffentlichung der ersten beiden Alben mit zusätzlichen Titeln)
- 2015: Mother's Finest – Another Mother Further – Mother Factor – Live (Raven; Doppel-CD, enthält die ersten vier Epic/CBS-Alben)
- 2017: Love Changes – The Anthology 1972–1983 (SoulMusic Records; Doppel-CD, enthält u. a. die erste CD-Veröffentlichung von One Mother to Another)

### DVDs
- 2004: Mother’s Finest at Rockpalast 1978–2003 (Mig/Indigo)

## Porträts der Band-Mitglieder

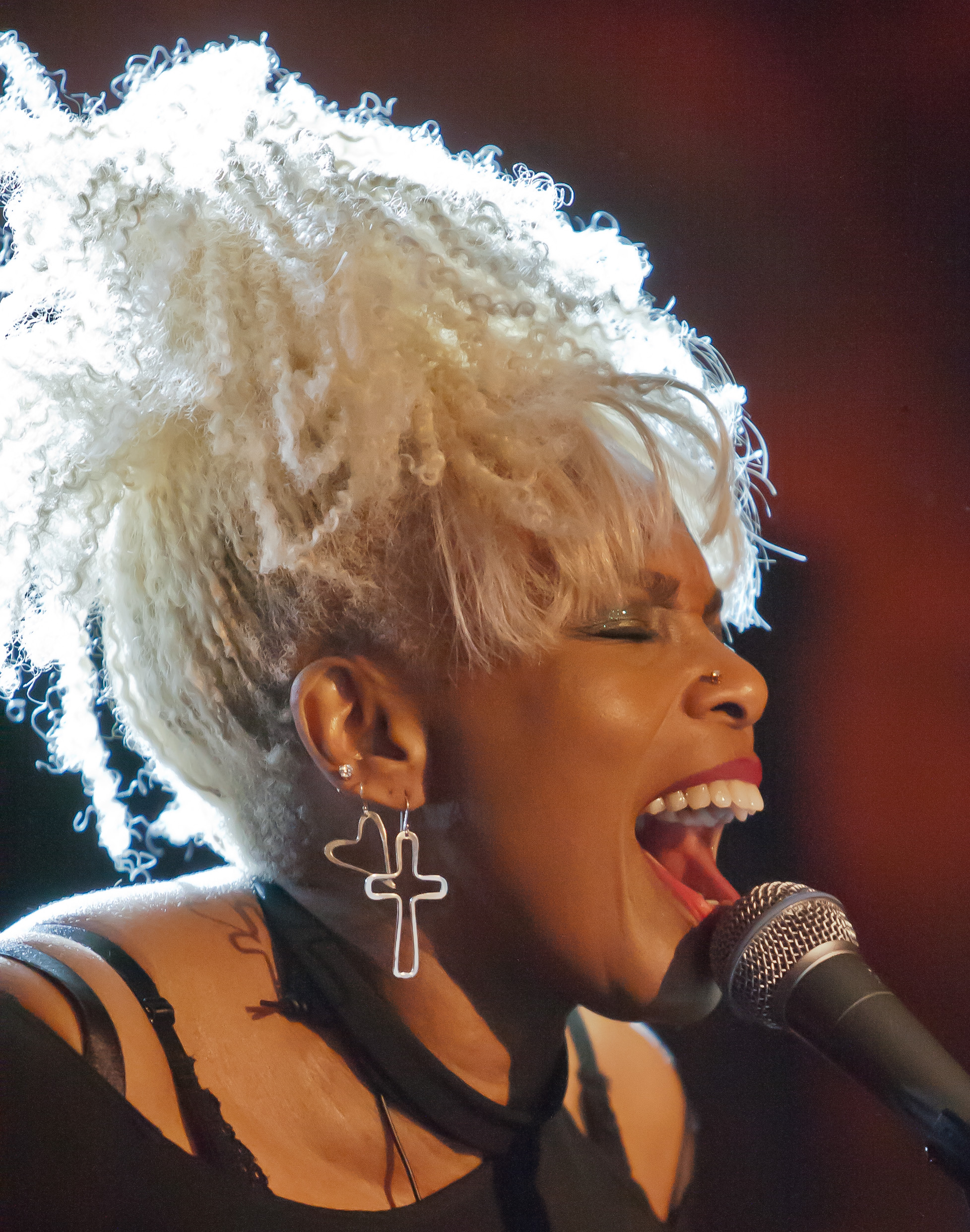
Joyce Kennedy
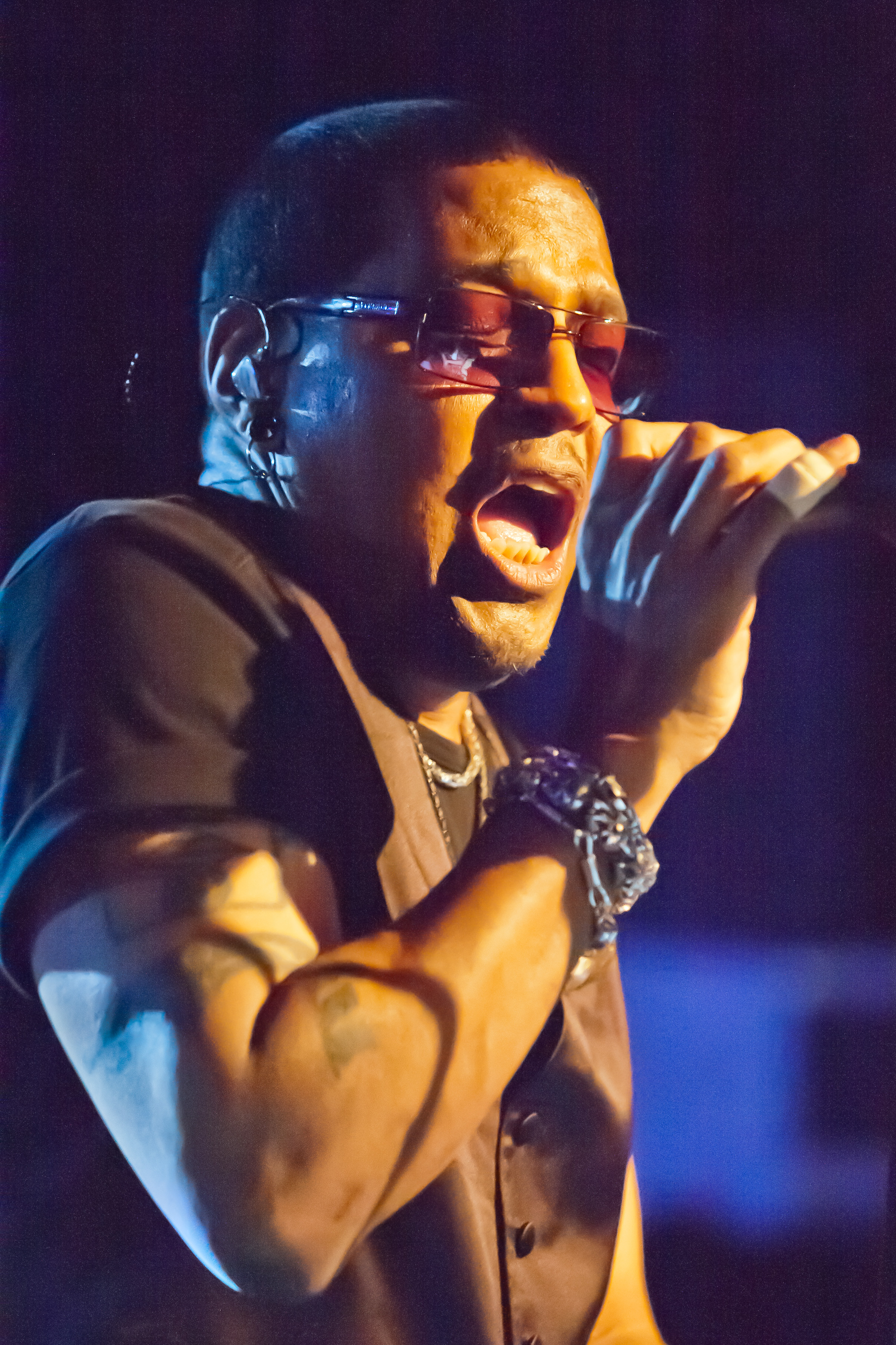
Glenn Murdock
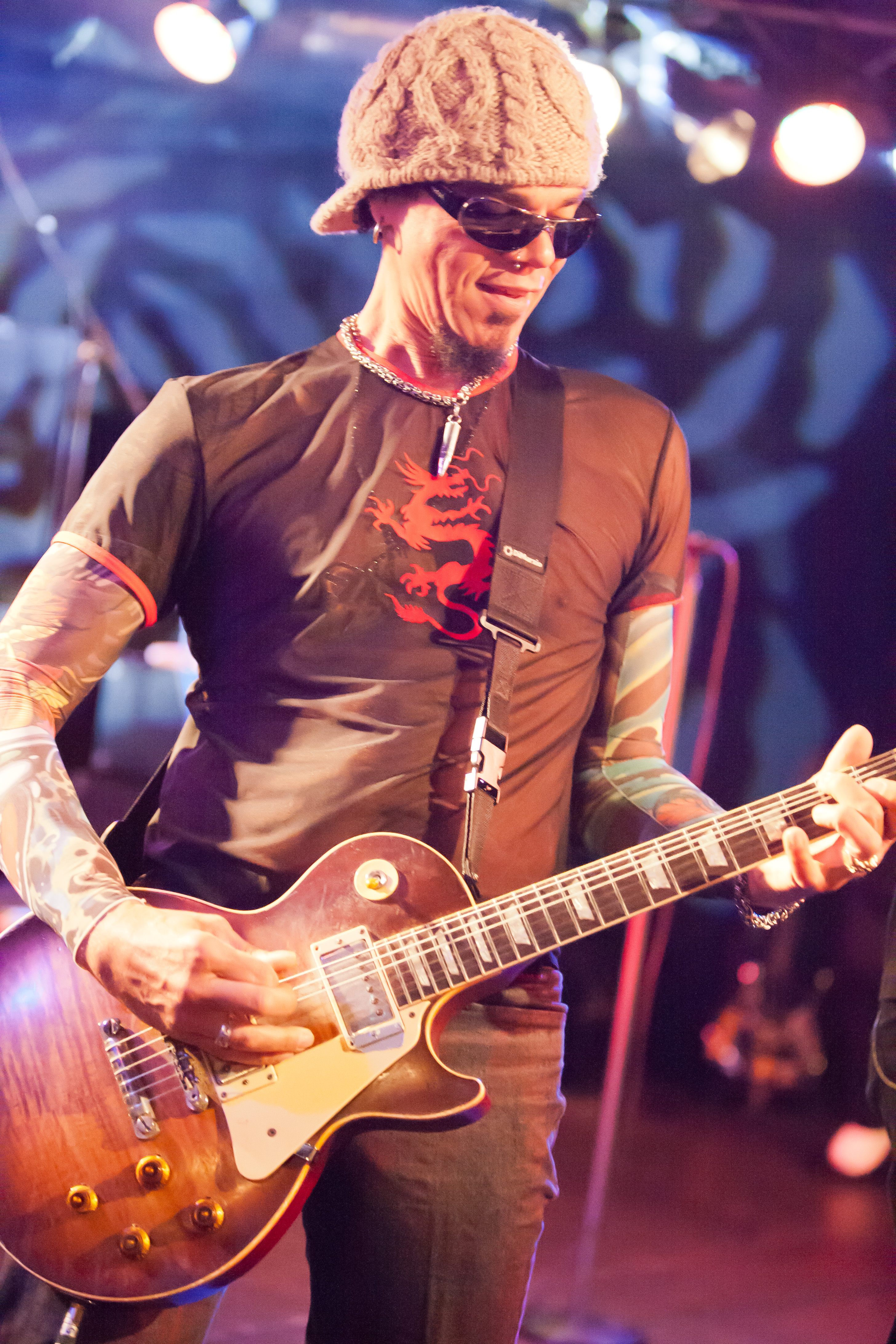
John Hayes
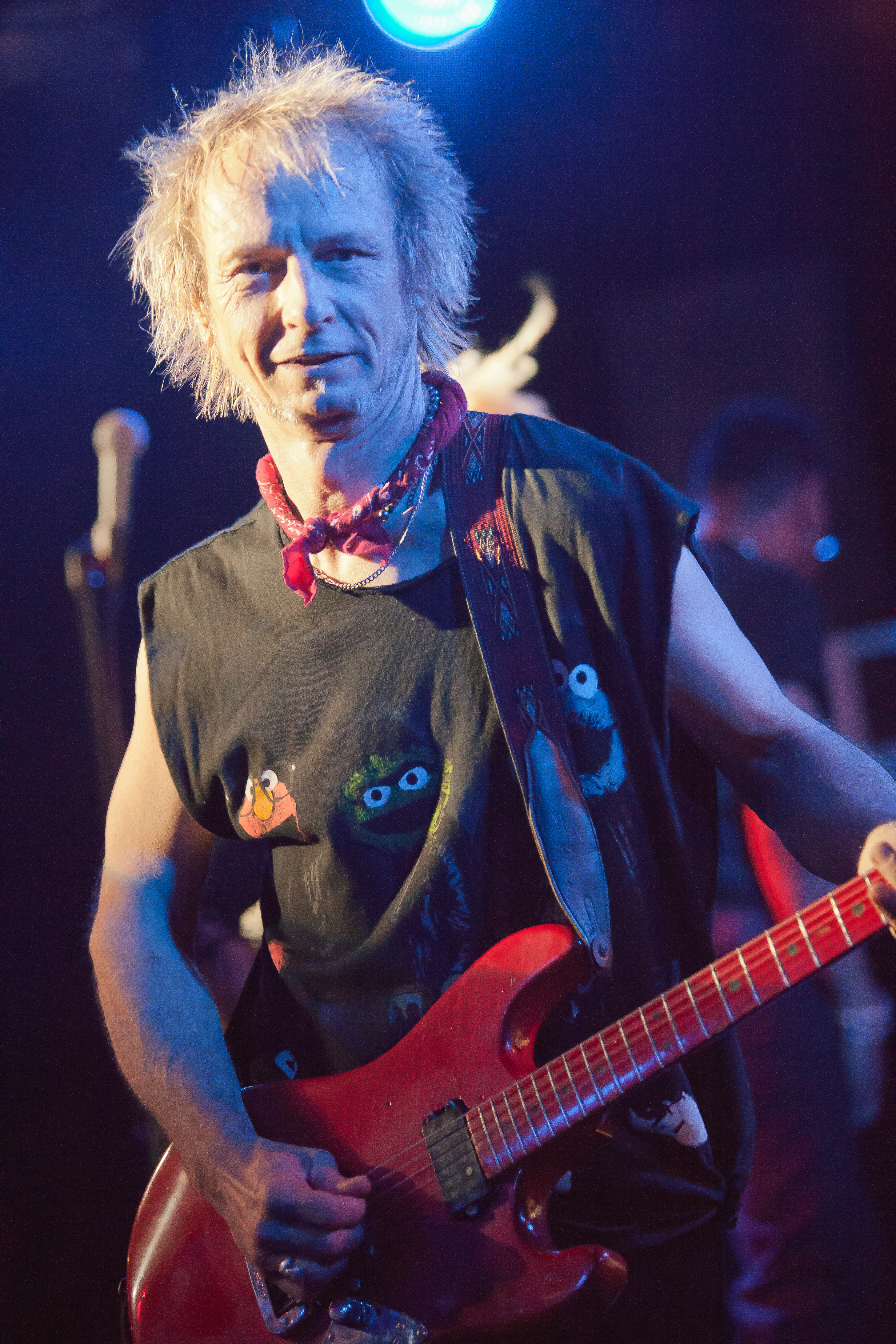
Gary „Moses Mo“ Moore
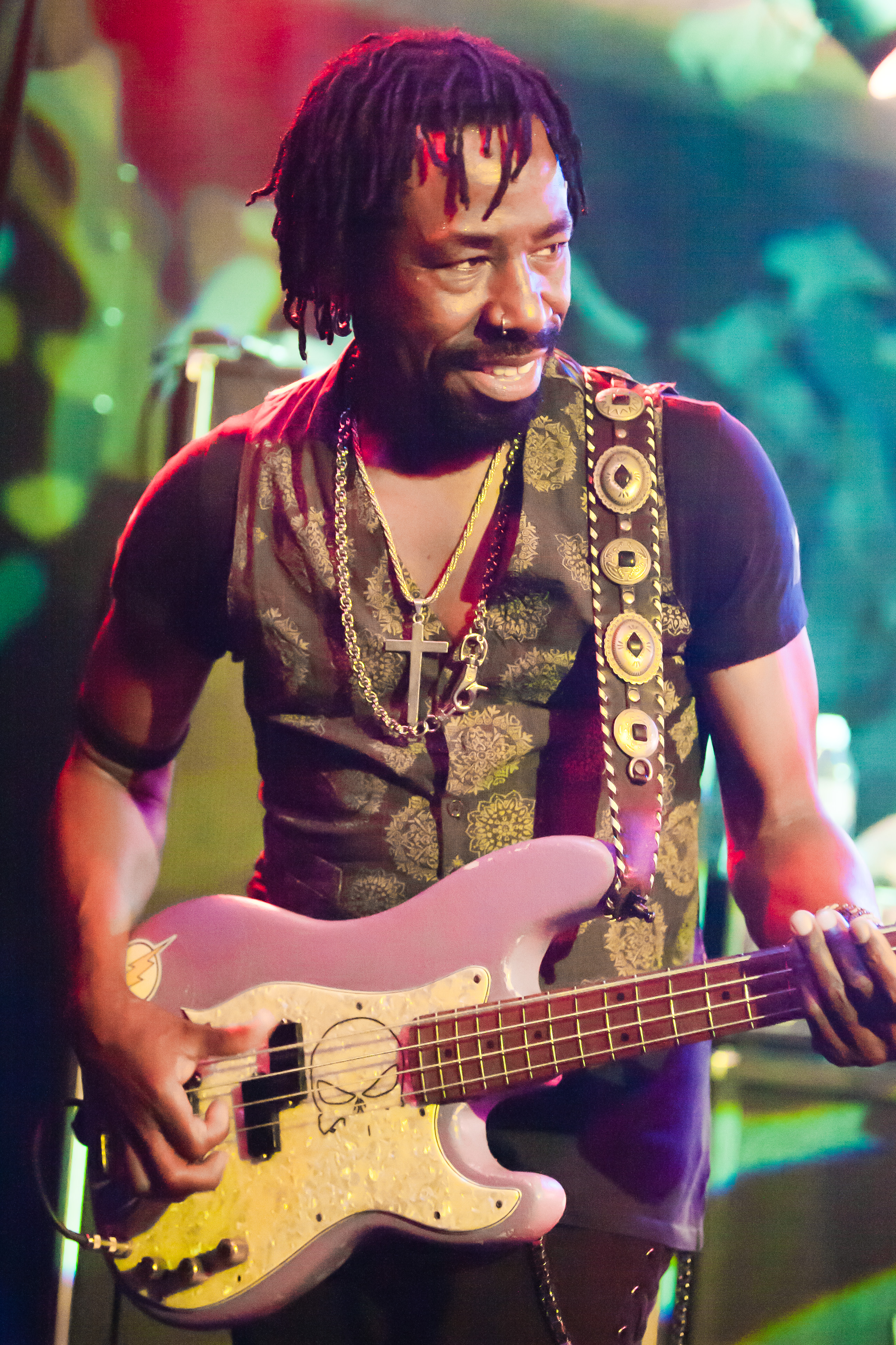
Jerry Seay
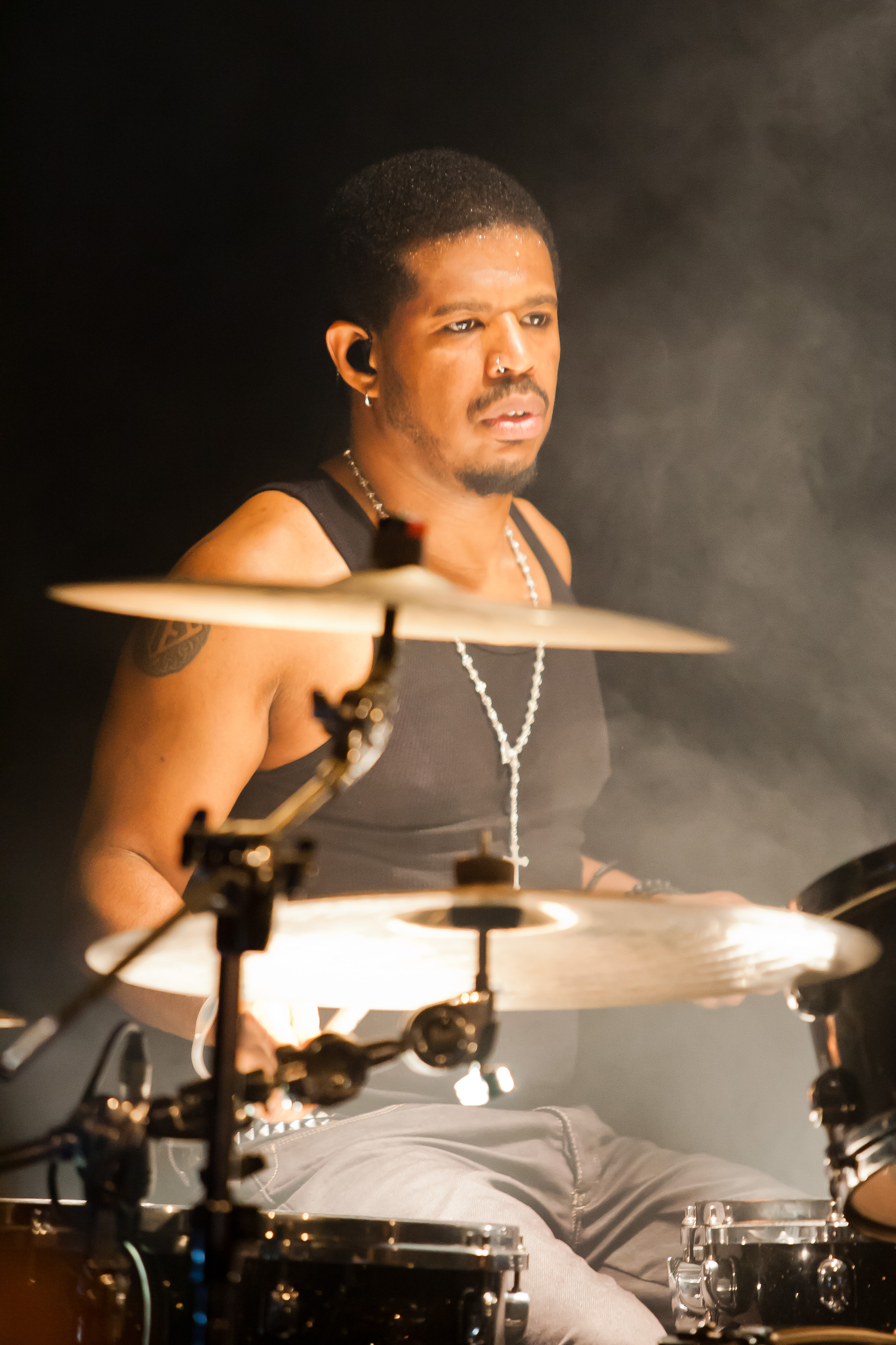
Dion Derek Murdock